# Túpac Hualpa
Toparpa o Túpac Hualpa va ser un inca nomenat per Francisco Pizarro per succeir Atahualpa i no pertorbar els interessos espanyols a la zona (fins i tot lluïa la bandera de Castella en el seu mascaipacha o corona).

## Origen
Poc se sap de Túpac Hualpa (el nom que els espanyols pronunciaven incorrectament com "Toparpa"). Era un dels més de 500 fills de Huayna Cápac, germà de Huascar i Atahualpa. Havia estat partidari de Huascar. Quan el van nomenar successor de Atahualpa va acceptar servir al rei d'Espanya.

## Proclamació de Toparpa
Després de la mort de l'inca Atahualpa, cap de la maquinària imperial, tot es va desorganitzar. Davant el desordre regnant, Almagro i Pizarro van cenyir la mascaipacha a un germà menor d'Atahualpa, Túpac Hualpa, revelant així un gran encert polític. Va ser coronat amb el nom de Toparpa, primer inca de la conquesta
Toparpa va ordenar als seus súbdits que es dediquessin de ple a l'extracció de metalls preciosos, atenent els desitjos de Pizarro i els seus.

## Ruta dels Andes
En companyia de l'inca, del general Calcuchimac (que estava encadenat), i amb més de 500 soldats castellans, el 6 de setembre del 1533, els conqueridors es van dirigir pel camí imperial de la serra de Cajamarca cap a Cuzco. Van viatjar les primeres jornades sense que els natius fessin la menor resistència. Pizarro i els seus homes eren considerats com a salvadors del govern usurpador d'Atahualpa.

## Mort
Toparpa, davant les creixents exigències espanyoles, es va posar en contra de Pizarro, i va morir al cap de poc per enverinament. Chalcuchimac va ser culpat de la seva mort per Pizarro, sent condemnat i sentenciat a mort.